# 電撃戦

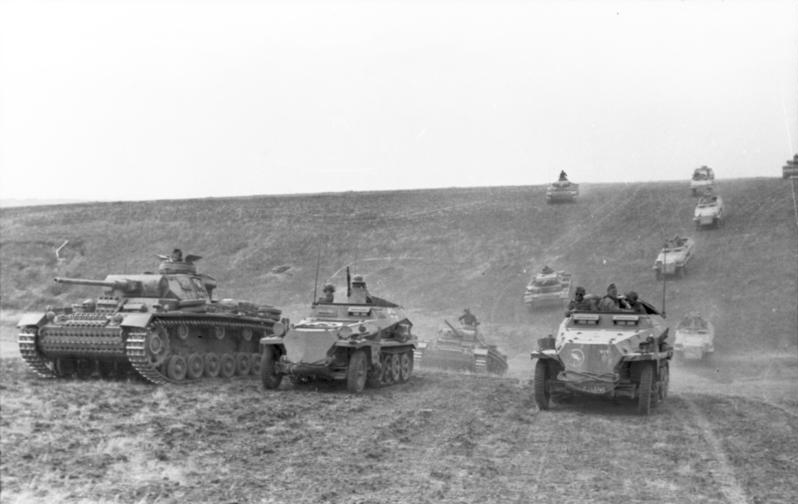
東部戦線の南部・ドン川方面で行動するドイツ軍の装甲部隊（1942年）

電撃戦（でんげきせん、独: Blitzkrieg、 listen ブリッツクリーク）とは、一般に機甲部隊の高い機動能力を活用した戦闘教義である。「電撃」のように迅速に短期間で決着を付けたためこの呼称がある。

## 概要

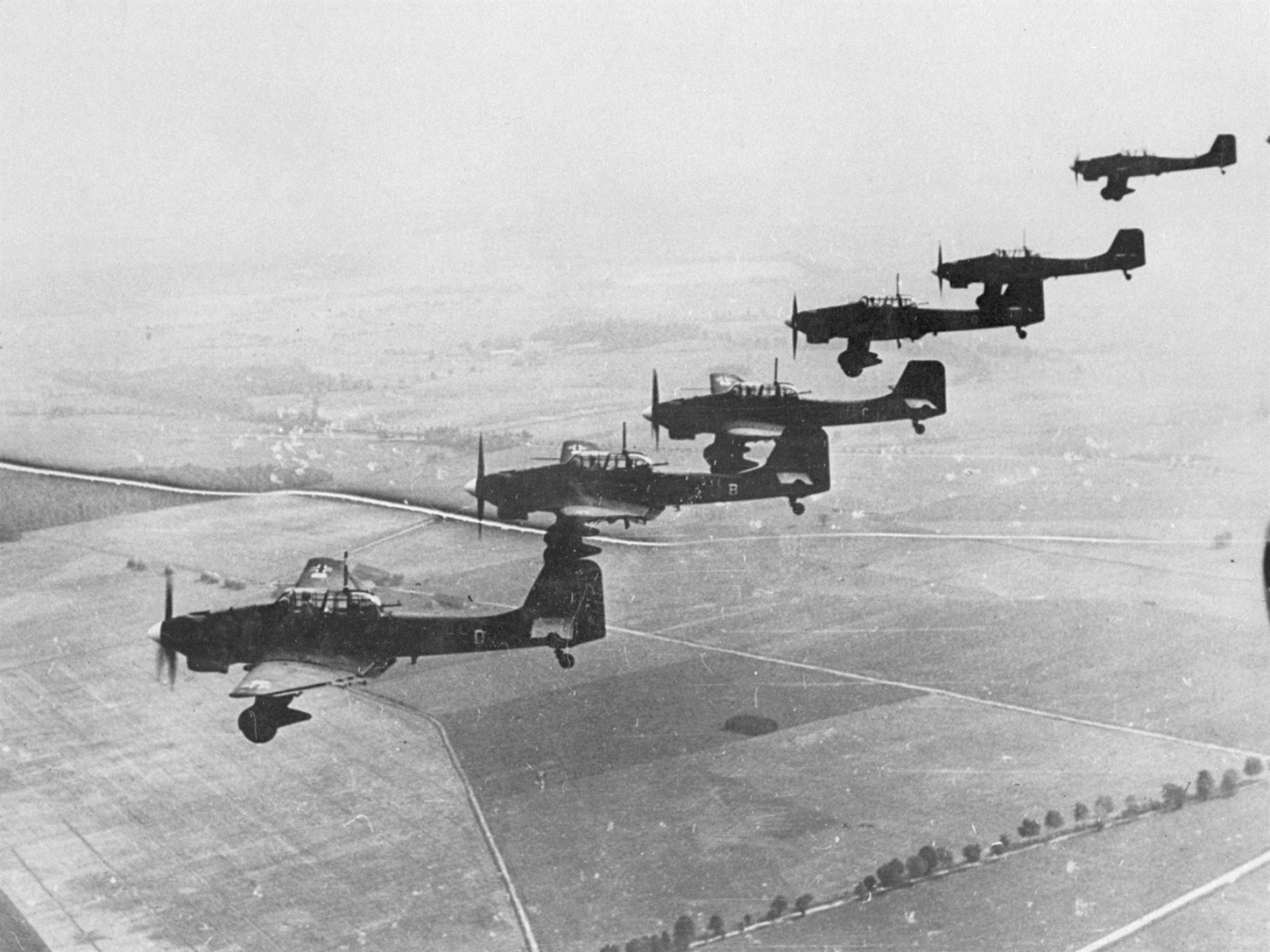
Ju 87、1939年のポーランドにおける電撃戦

電撃戦は、少なくとも3つの観点から研究されている。1つ目は第二次世界大戦初期にドイツ国防軍が行ったポーランド侵攻、フランス侵攻、独ソ戦時のバルバロッサ作戦・ブラウ作戦で、赤軍がバグラチオン作戦で部分的に実践した歴史的な戦闘教義としての観点、2つ目は迅速な攻勢によって勝利する軍事教義としてプロイセンの時代から存在していたという電撃戦を拡大解釈する観点、3つ目は敵の撃破ではなく機動による攪乱に力点を置いた機械化戦闘の代表的理論としての観点である。なお、3つ目の観点においては、1980年代まで各国の陸軍で主流の教義であったという見解も示されている。
いずれの解釈においても共通している電撃戦の特徴とは、機動戦の理論に基づいていることである。電撃戦の教義を研究開発し、後の軍事理論に決定的な影響を与えたドイツのハインツ・グデーリアンは、航空部隊による近接航空支援との連繋の下で相手の陣地防御に対して機甲部隊に縦深突撃を実施させ、ただちに敵の側面と背後に戦力を展開して包囲が完成するよう、作戦を指揮した。このように機械化された戦闘部隊の優位である高い機動力を駆使しながら、戦いの主導権を掌握してそれを活用することが、電撃戦の本質的な要素である。代表的な実践者と研究者にはフリードリヒ2世、アドルフ・ヒトラー、ナポレオン・ボナパルト、ヘルムート・フォン・モルトケ、アルフレート・フォン・シュリーフェン、ハンス・フォン・ゼークト、ジョン・フレデリック・チャールズ・フラー、ベイジル・リデル＝ハート、ミハイル・トゥハチェフスキー、シャルル・ド・ゴール、ハインツ・グデーリアン、そして、マイケル・ガイヤーなどを挙げることができるが、本記事では現代の研究を中心に概説する。

## 理論

### 研究史

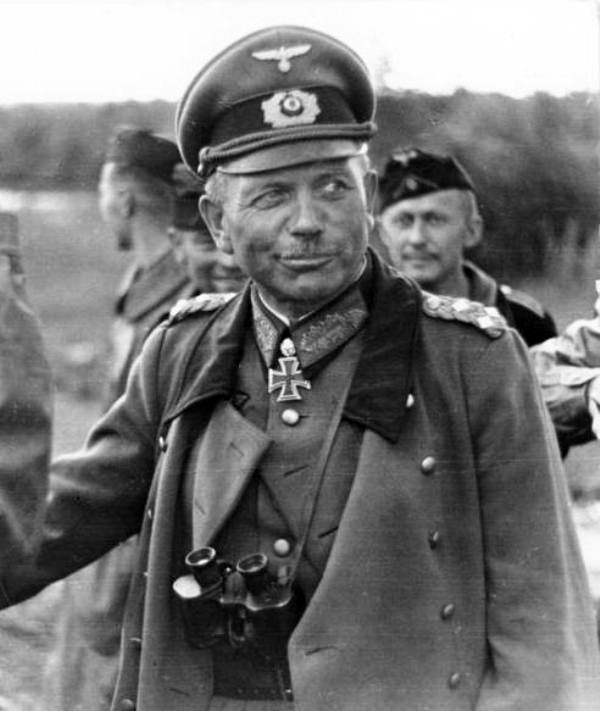
ハインツ・グデーリアン（1941年7月）

電撃戦が初めて実践されたのは第二次世界大戦であったが、それは、第一次世界大戦での戦車や航空機、無線通信機などの技術革新の成果と、塹壕戦という状況を招いた軍事理論の問題に対する反省から生み出された新しい戦闘教義であった。新しい教義の理論構築を準備したゼークトは、ヴェルサイユ条約によって制約されることになったドイツの軍備について、量的制約を補う質的改善を進めるためには機動力が重要であると考えた。ゼークトは、シュリーフェンの軍事思想の影響を受けながら作戦の基礎が部隊の運動にあると認識していた。また、将来の戦争は空軍によって開始されることも予見していた。また、新しく開発した戦車を初めて戦闘に投入したイギリスにおいても研究者フラーがナポレオン戦史と機甲戦の研究を通じて、機甲部隊を中心とした新しい機動戦の理論を提唱した。フラーの研究は、戦後の厭戦気運やイギリス陸軍の伝統的な騎兵将校から反発を受けて頓挫した。フランス・ソ連には共にマルヌ会戦・ヴェルダンの戦いから発想を得たド・ゴールとトハチェフスキーの研究で（2人は、第一次大戦で同室の捕虜だった）、機械化した歩兵・騎兵を戦車軍団に追随させ、それを支援する野砲も自走化しなければならない（つまり、全ての部隊に機械化が必要である）という主張がなされていたが、ド・ゴールら改革派の主張はペタンはじめ第一次大戦の塹壕戦・要塞戦を戦った将校らによって退けられた。トハチェフスキーの改革はソ連の重工業推進政策にも助けられ多大な成果を上げたが、トハチェフスキーや戦闘教義を熟知した将校らが（ジューコフら一部を除き）処刑されたことで後退し、冬戦争にみられる赤軍の弱体化につながった。
このような電撃戦の起源と位置づけられる先駆的な研究の存在が分かっているものの、電撃戦の概念がドイツ陸軍で教義として確立された歴史的な経緯については議論が分かれている。マーレーなど多くの研究者は、ドイツ陸軍でそのような教義が広く受け入れられていたと主張しているが、例えば、ディトンの研究によればエルヴィン・ロンメルが指揮したガザラの戦いは電撃戦とは認めることはできず、1940年のフランス侵攻におけるハインツ・グデーリアンが指揮する部隊による戦闘の事例のみに認めることができると主張する。レン・デイトンは、電撃戦の概念がもともとフランスで生まれ、後にグデーリアンが個人的な判断の下で戦闘教義として応用したに過ぎないと考えている。現代では理論はさておき、その実践者として電撃戦はグデーリアンと関連付けられて語られることが多々ある。グデーリアンは、参謀本部の反発を受けながらも歩兵部隊から独立した大規模な機甲部隊を創設し、高度な機動力を備えた部隊を使った機動的な戦闘教義に基づいた作戦計画を作成した。グデーリアンは、地形を適切に選択する機動の原則、奇襲の原則、そして、決定的な地点に戦力を集中させる殲滅の原理を応用し、西方電撃戦を勝利に導いた。
しかし、電撃戦には問題点も少なくなかった。電撃戦においては補給が滞った快速部隊も進撃の停止を余儀なくされてしまうという事態が発生しかねないことである。実際に東部戦線では、このような兵站や補給を軽視した無鉄砲な進撃がスターリングラードの戦いに代表されるような、ドイツ軍の大規模な包囲や投降といった悲惨な敗北にも繋がっている。これは、補給部隊や歩兵を装甲車両化することが電撃戦に必要なことを示している。第二次大戦ではドイツ陸軍でも機械化歩兵や自動車化歩兵の部隊は少なかった。第二次大戦後にアメリカをはじめとする西側諸国では、朝鮮戦争の経験や冷戦を背景としながら電撃戦の教義の問題を見直して再構築する研究が進められた。その研究成果として部隊の機械化と諸兵科連合に基づいた新しい電撃戦の教義を開発しており、中東戦争においてイスラエルではオールタンク・ドクトリン、エア・ランド・バトル、縦深突撃（charge in depth）の教義を実践している。さらに、冷戦後のイラク戦争でも米英軍によって電撃作戦が行われ、短期間のうちにイラク軍を無力化することに成功している。

### 電撃戦の原理

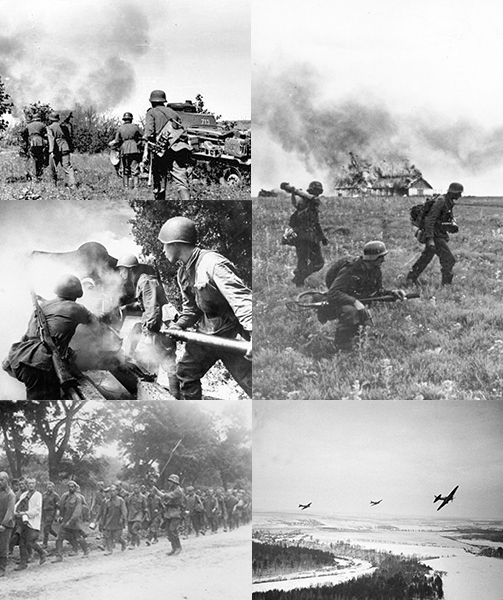
バルバロッサ作戦（1941年6月22日 - 12月）

電撃戦で鍵となるのは、戦闘が拡大している間勢いを持続させるために、軍をより高度な意思疎通能力と指揮能力を持つ機械化部隊として組織することであった。この考え方の基礎となったのは、全ての戦力を敵前線のただ一点に集中させて、その後砲兵と歩兵によって穴を開けるという、第一次世界大戦においても十分通用した方法、そして、従来の爆撃機への指令を司令部の要請からでなく、前線部隊の要請を中心とした近接攻撃に集中して、敵部隊に強烈な打撃を与える複合的行動であった。一旦前線に穴が開くと、戦車が侵入し前線の数百マイル後方にまで侵入できた。これにより攻撃側は敵の脆弱点（安易に破壊または破壊されると著しい損害を受ける地点）つまり、軽武装の兵站部隊、または前線司令部などの敵中枢を攻撃でき、敵の情報を遮断し補給を途絶、あわよくばそのままその戦線で勝利する事さえできた。この方法によれば、可能な限り戦闘を避けつつ、敵を混乱させることで小規模の軍で大規模な敵軍を撃破できた。
航空機が長距離砲の代わりとして敵の拠点を破壊、兵力の集中を奪い、攪乱・制圧する。次に無線通信を受けて戦車・自動車化歩兵の諸兵科連合部隊が、敵が陣地防御を準備する前に突撃し、敵陣深くに侵入するというもので、この際、進撃する部隊は突破口の確保に兵力を使用せず、進撃速度を最大限に上げる。従来の戦法と最も異なるのは、指揮権の権限委譲である。現場指揮官は、従来の中央集権的な指揮系統に頼るよりも、自らの判断に従うよう奨励された。
電撃戦では、いたずらに猛進するだけでは全ての防衛線を突破できずに行き詰まり、立ち直った敵軍により包囲される危険がある。したがって、敵の戦意をくじくための準備をし、明確な攻撃目標（重点）を設定することが欠かせない。何故なら、この戦法は敵戦力を撃滅するためでなく、あくまで敵の脆弱点を破壊し全体を混乱させる戦法であり、敵部隊は士気を除いてほとんど物理的損害を受けないからである。

## 類似する事例

### 1939年　ドイツ対ポーランド戦

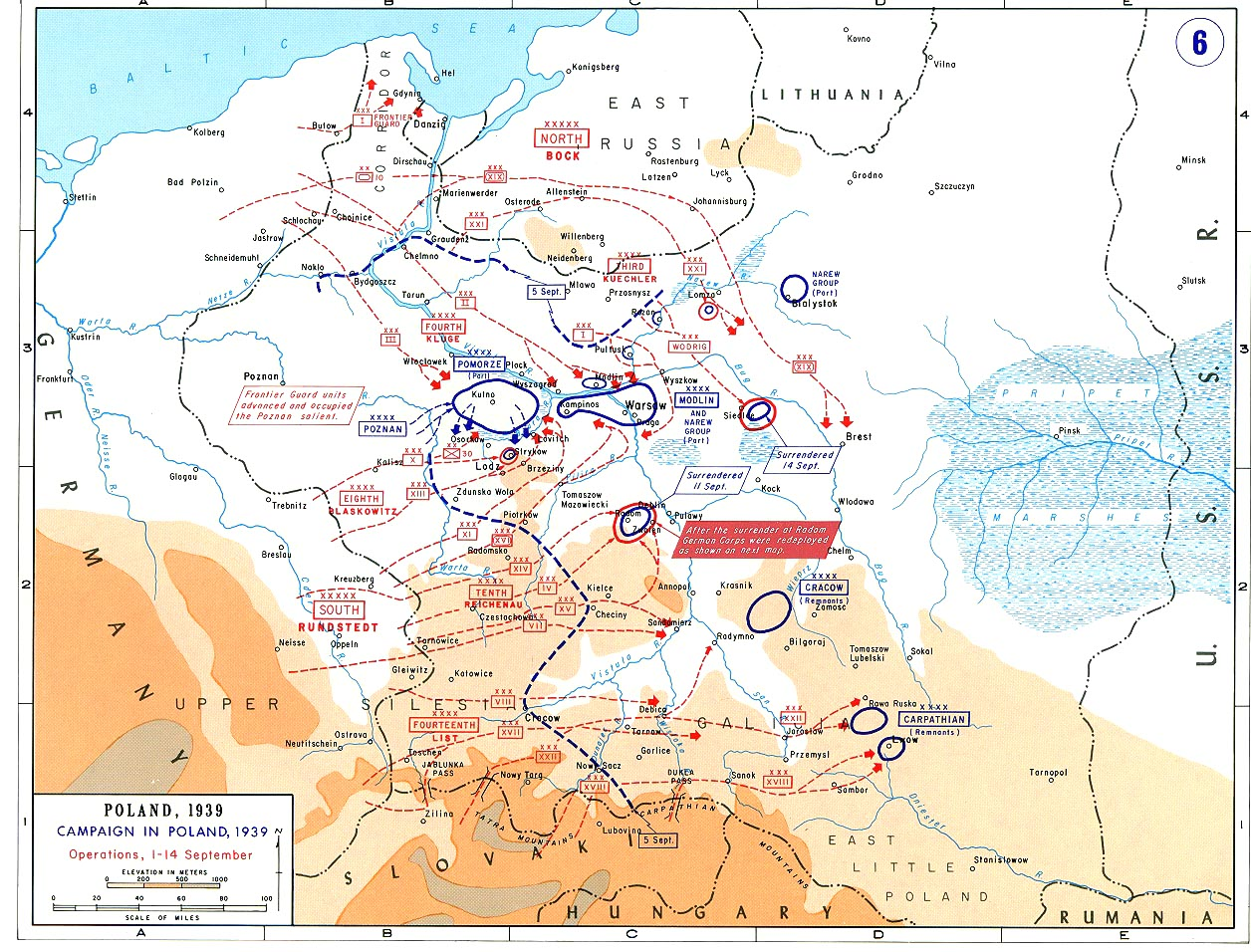
ポーランド侵攻#戦闘の詳細。9月1日から9月14日までの戦いの経過。ドイツ軍が殲滅戦理論 (Vernichtungsgedanke) に則って進撃している。

航空機と機動力が発揮された近代戦で、その決着が早かったため電撃戦のように広く誤解されているが、厳密には前線全てにおいて圧倒的物量の投入による各個包囲撃破を狙った殲滅戦であった。電撃戦は、敵中枢部への縦深集中攻撃を必要条件とするが、ポーランド侵攻はこれを全く満たしておらず、実際はその反対で敵の各個包囲撃破を目的としたものであり、電撃戦とは全く異質のものである。また、ポーランド侵攻が短期間で成功したのは、東方からのソ連赤軍の侵攻により、長期戦に備えていたポーランド軍を挟撃することに成功したのが最大の要因である。

### 1940年　ドイツ対フランス戦

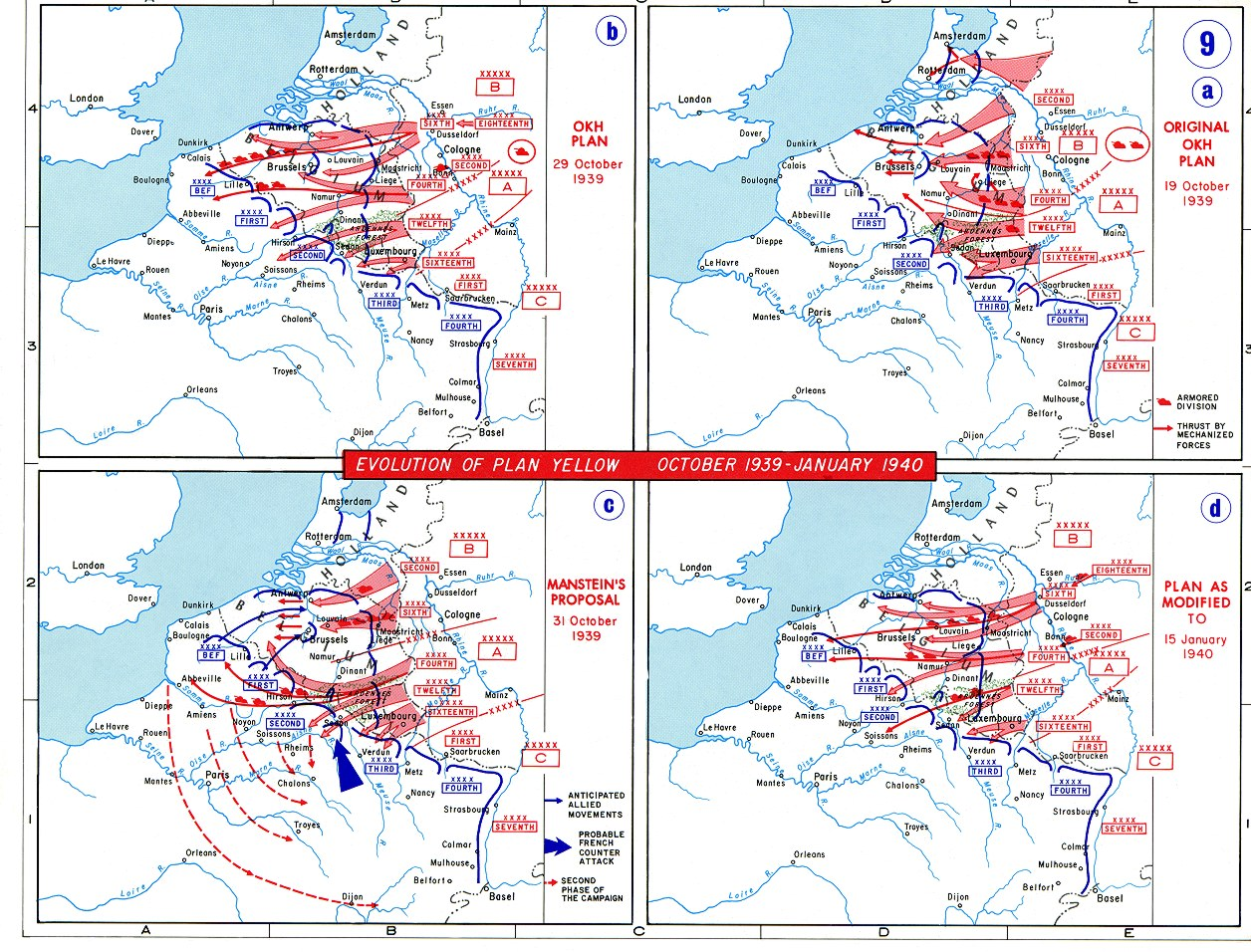
ナチス・ドイツのフランス侵攻

真の電撃戦とはこれだけであるといわれる戦闘。戦域・状況・権限といった電撃戦の戦闘におけるエッセンスが凝縮された電撃戦の有効性を示す戦いの一つ。
古来のシュリーフェン・プランを欺瞞するためのB軍集団、マジノ線に対するC軍集団、そしてアルデンヌの森を突破する主力のA軍集団により構成されたナチス・ドイツ軍は、電撃戦によりフランス陣地を突破し、敵に連携・陣地構築・防衛といった時間的な余裕を与える間も無く包囲、イギリス軍を大陸から撤退させフランスを屈服させることに成功した。

### 1941年　ドイツ対バルカン半島
フランス侵攻に次いで電撃戦を成功させ、僅か10日間でユーゴスラビアを制圧した。

### 1941年　ドイツ対ソ連戦（バルバロッサ）
ナチス・ドイツ乾坤一擲の一大作戦。ソ連の大地のインフラは劣悪かつ広大な面積を有するために電撃戦を行うにはドイツ国防軍の装備、特に補給や防寒具などに関する準備が足りていなかった。自動車化が遅れている中、前線に投入する部隊数を増やしたことの問題が一気に噴出。速度に合わせた補給が不可欠である電撃戦の要諦は戦闘開始後程なくして頓挫することとなり、ヒトラーのゆれる命令の下、指揮官たちは動揺し効果的な電撃戦が成功したとは言えず、再びポーランド戦に近いものとなった。
はやい冬の訪れによる行軍・補給の遅滞は戦闘継続に決定的な打撃を与え、赤軍の激しい抵抗の中、電撃戦は影をひそめる。広大な国土の中で真の目的地を見失い、分散した兵力はやがてすべての目的地の前で足踏みすることになる。

### 1942年　ドイツ対ソ連戦（ブラウ）
決定的な勝利を得るために、限定された戦力において、攻略地点を南部に定めヒトラーの言う「戦争経済」を主とした攻略目的として再び、機甲師団を中心とした電撃戦を敢行。赤軍は前年の失敗から地の利を利用した大規模な撤退を行い、コーカサス地方は膠着。スターリングラードが焦点となることにより電撃戦ではなくヒトラーが恐れていた「市街戦」となり、果てることのない戦闘によって消耗。やがて冬季が訪れると脆弱な側面から二重包囲され、軍団が包囲・殲滅されるという戦史に残る無残な大敗北を喫する。

### 1944年　ソ連対ドイツ戦（バグラチオン）

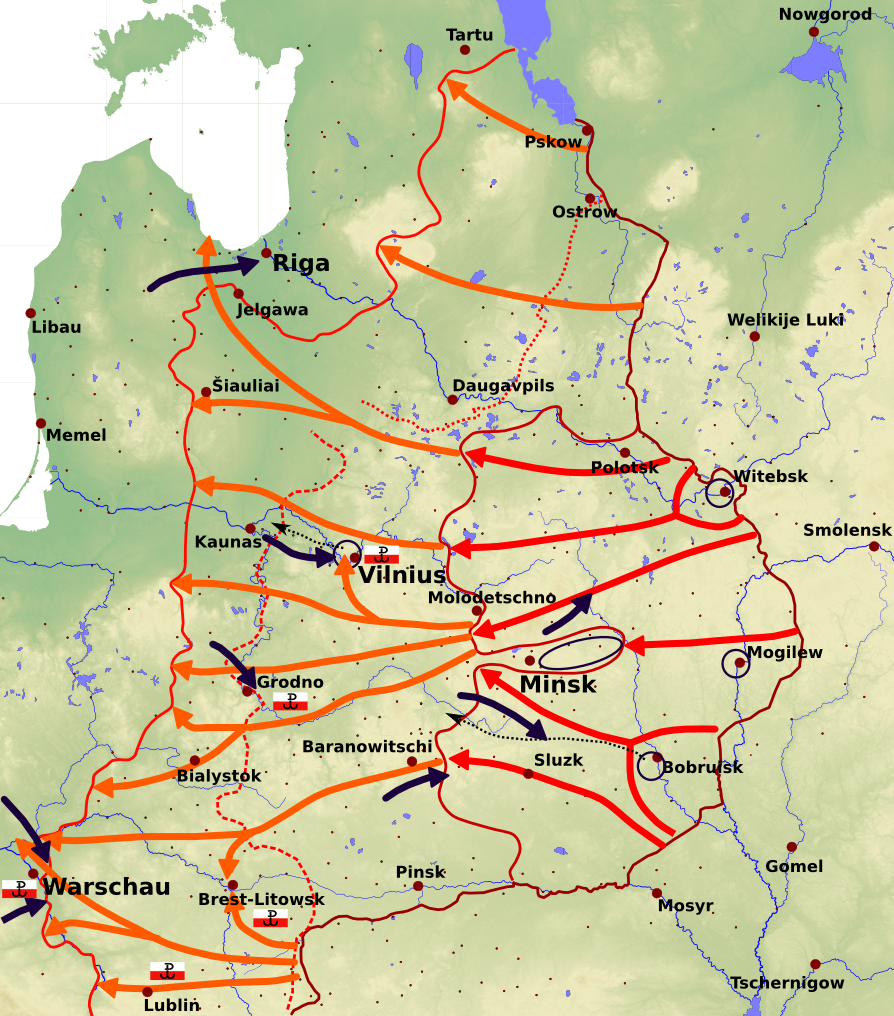
バグラチオン作戦。1944年6月22日 - 8月29日の戦線。朱色は作戦第一段階。オレンジは第二段階におけるソ連軍の進撃。黒はドイツ軍の反撃。

ソ連赤軍による戦線全面における最大の攻勢、電撃戦に必要なものを得た赤軍は予備兵力を持たないドイツ国防軍を粉砕し、独ソ戦の帰趨を決した。
戦線の維持がやっとの状態のドイツ軍には独ソ戦の空中戦における敗戦を通じて十分な空軍を失い、白ロシアの地にはほぼドイツ空軍の姿はなかった。空・陸の複合的かつ委譲された権限による臨機応変さが電撃戦の要諦であるとするならば、もはや空軍の制空権・急降下爆撃機による効果的な砲撃以上の制圧もなく、ヒトラーによる現場司令官からの権限剥奪などによって、ドイツ陸軍の勝利の方程式はすべてが失われていた。パルチザンによる後方撹乱は不利な情勢をより悪化させた。
ドイツ軍による攻撃が全面攻勢（バルバロッサ・1941年）、南部への攻勢（ブラウ・1942年）、突出部への挟撃（クルスク・1943年）と年を経るごとに縮小したことに対し、十分に力を蓄えた1944年の赤軍による攻勢は、バルバロッサと同じように戦線全域における平押というものであった。そして、バルバロッサと決定的に異なったのはここは赤軍の地であり、この地に最適な機動力を持ちこの時期においての電撃戦に必要な兵力を持って行った攻勢であるということである。赤軍はこれまで限られた装備だった無線を多くの戦車が装備し、圧倒的な空軍力・赤軍伝統の砲の強さを含め、無尽蔵とも思える歩兵を備え、制限はあるものの権限を与えられた指揮権などの戦術の向上とともにレンドリースによる圧倒的な輸送力に裏付けされた補給を得ていた。
その上に、兵力差を越えて犠牲をいとわない赤軍の電撃戦の前に、拠点確保・撤退禁止を命じられたドイツ軍は、各地で包囲殲滅され、驚くほどの短期間に開戦来の地をあっさりと失陥し、独ソ戦の帰趨を決する大敗を喫し、ドイツの敗北に導かれる。

### 1941年　日本対イギリス戦（マレー）

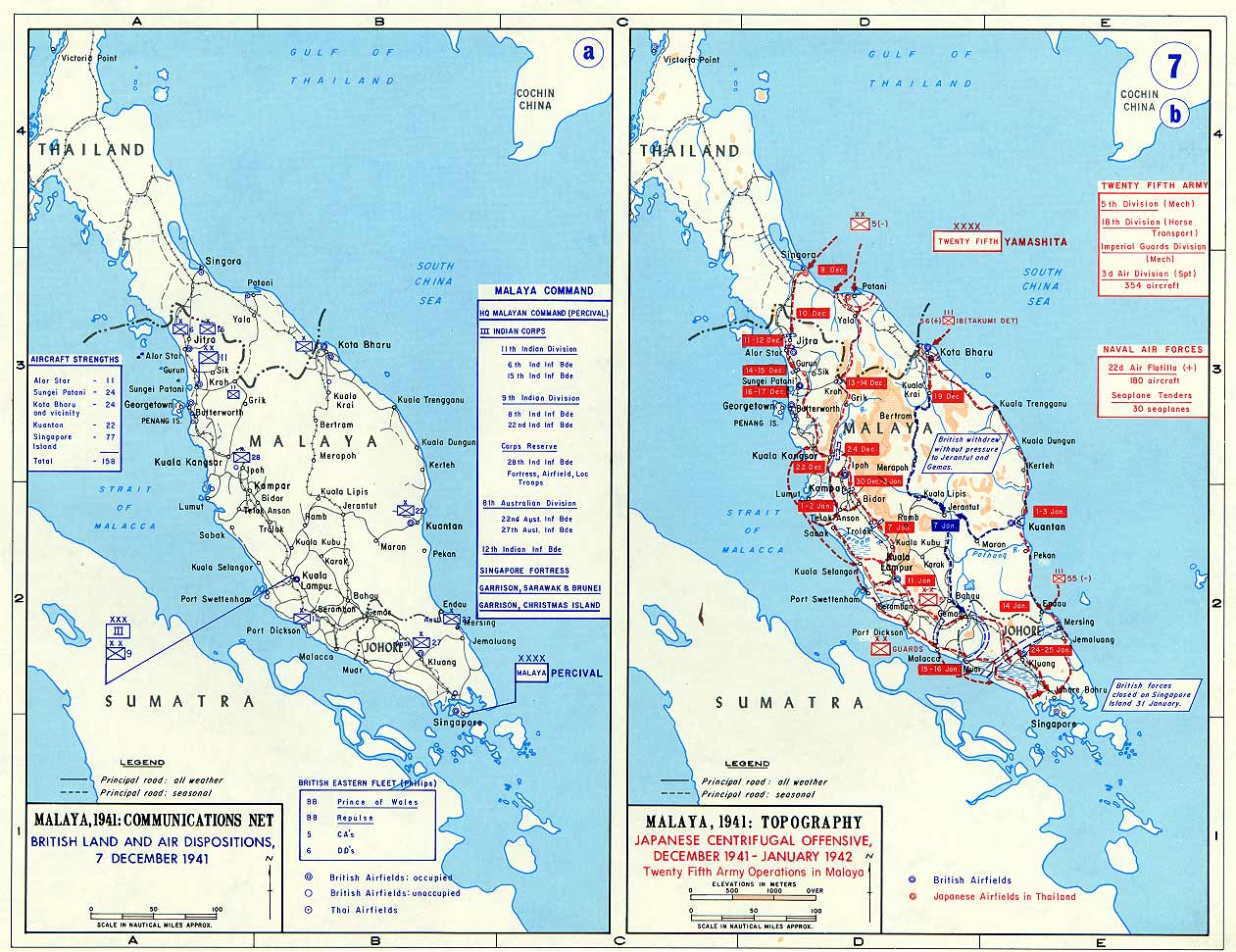
マレー作戦の推移

山下奉文将軍が率いる日本軍は、1941年12月8日の開戦より、イギリス軍と戦闘を交えながら55日間でマレー半島1,100キロを進撃し、わずか60余日でシンガポールを攻略した。この快進撃を支えたのは、「銀輪部隊」といわれる自転車部隊の活用と、島田豊作戦車隊長率いる、九七式中戦車を主力とした戦車夜襲部隊の活用が大きかったといわれる。彼らはスリム・リバーの戦いで前線を突破した後、敵司令部を攻撃して相手を混乱させるという模範的な電撃戦に近い戦術が再現された。

### 1950年　朝鮮民主主義人民共和国対大韓民国戦（朝鮮戦争）
朝鮮人民軍は機械化戦力を用いた電撃的侵攻で韓国軍を圧倒、二か月で韓国領の大半を制圧した。約120輌のT-34-85を配備した第105機甲旅団が先鋒として活躍、これら機械化戦力が電撃的侵攻を成功させた大きな要因となった。

### 1967年　イスラエル対シリア・エジプト（第三次中東戦争）
イスラエル軍はオールタンク・ドクトリンでアラブ諸国を圧倒した。

### 2022年   ロシア対ウクライナ
9月6日よりウクライナ軍がロシア軍に占領されていたハルキウ南東にて数日間で60キロ以上を押し返す電撃戦を展開したとの主張がウクライナ側からなされているが真偽は不明である。

## 語源
「Blitzkrieg」を英語訳すると「Lightning war」になり、日本語訳すると「電光戦」か「稲妻戦」になるはずで、「電撃戦」という言葉にはならない。
古代中国の兵法書に「六韜」があり、この「六韜」は「文韜」「武韜」「竜韜」「虎韜」「豹韜」「犬韜」の6章に分かれており、この中の「虎韜」（日本語の虎の巻の語源）軍用篇に戦車（戦闘用馬車）を用いた戦術について書かれた部分がある。内容は「大扶胥衝車三十六乗　螳螂武士共載　可以撃縱横　敗強敵　緇車騎寇　一名電車　兵法謂之電撃」、意味は「36台の大扶胥衝車（大型の突撃のための戦車）という乗り物に武器を持った兵士を乗せた物を電車と名づけ、縦横無尽に使用して強敵を破り、この兵法を電撃という」である。
つまり、ドイツの「Blitzkrieg」という戦術が、日本でも虎の巻で馴染みのある、「電撃」という古代中国の兵法に似ていたので、日本で「電撃戦」と訳されたのである。
なお、現代中国においては「閃電戦」（せんでんせん、繁体字: 閃電戰、簡体字: 闪电战、拼音: shǎndiànzhàn）または「閃撃戦」（せんげきせん、繁体字: 閃擊戰、簡体字: 闪击战、拼音: shǎnjízhàn）と呼ばれ、中国語においては英語訳に近い言葉となっている。一方、同じ漢字文化圏である朝鮮半島では朝鮮語で読んだ「전격전(電擊戰)」（文化観光部2000年式：jeongyeokjeon）と呼ばれる。韓国には「電擊部隊」と呼ばれる戦車部隊「第1機甲旅団」が存在する。